# Molère
Molère korábbi község Franciaország Okcitánia régiójában, Hautes-Pyrénées megyében. Lakosainak száma 37 fő (2013). Molère Mauvezin, Benqué, Capvern és Tilhouse községekkel határos.
2017. január 1-jén Benqué korábbi községgel egyesült és az így létrejött Benqué-Molère új község része lett.

## Népesség
A település népességének változása:

| 2013 | 37 |